# Hou Zhihui
Hou Zhihui (xinès: 侯 志慧)  (Guiyang, Xina, 18 de març de 1997) és una aixecadora de peses xinesa que competeix en la categoria de -49 Kg. Ha participat en dos Jocs Olímpics, i en ambdós ha guanyant la medalla d'or (Tòquio 2020i París 2024). A més, ha guanyat 4 medalles (1 d'or) en els Campionats del Món i 3 medalles (2 d'or) en els Campionats d'Àsia. Actualment, té el rècord del món d'aixecament en arrencada amb 97 Kg., aconseguit a Phuket, l'1 d'abril de 2024 en la celebració de la Copa del Món.

## Trajectòria professional
| Jocs Olímpics     | Jocs Olímpics | Jocs Olímpics | Jocs Olímpics |
| Any               | Seu           | Posició       | Categoria     |
| ----------------- | ------------- | ------------- | ------------- |
| 2020              | Tòquio        | 1             | -49 Kg        |
| 2024              | París         | 1             | -49 Kg        |
| Campionat del Món |               |               |               |
| 2018              | Aşgabat       | 1             | -49 Kg        |
| 2019              | Pattaya       | 2             | -49 Kg        |
| 2022              | Bogotà        | 3             | -49 Kg        |
| 2023              | Riad          | 2             | -49 Kg        |
| Campionat d'Àsia  |               |               |               |
| 2019              | Ningbo        | 1             | -49 Kg        |
| 2020              | Taixkent      | 1             | -49 Kg        |
| 2023              | Jinju         | 2             | -49 Kg        |